# O Pagador de Promessas
 O Pagador de Promessas és una pel·lícula brasilera dirigida per Anselmo Duarte, estrenada el 1962.

## Argument
Zé do Burro (Leonardo Villar) és un terratinent de la Regió Nord-est de Brasil. El seu millor amic és un ase. Quan el seu ase cau malalt de mort, Zé promet a un sacerdot Candomblé que si el seu ase es recupera, donarà la seva terra als pobres i portarà una creu des de la seva granja a l'església de Santa Bàrbara a Salvador, Bahia, on oferirà la creu al sacerdot local. Quan es recupera el seu ase, Zé marxa al seu viatge. Comença la pel·lícula quan Zé, seguit per la seva muller Rosa (Glória Menezes), arriba a fora de l'església. El sacerdot local (Dionísio Azevedo) es nega a acceptar la creu una vegada que té notícies de la promesa " pagana " de Zé i les raons que hi havia al darrere. Tothom intenta manipular el Zé innocent i ingenu. Els adoradors Candomblé locals, per exemple, volen utilitzar-lo com a líder en contra de la discriminació que pateixen de l'Església Catòlica Romana. Els diaris sensacionalistes transformen la seva promesa de donar les seves terres a un " comunista " per a la reforma agrària (que encara és un assumpte molt controvertit al Brasil). Quan la policia dispara a Zé per evitar el seu camí a l'església, els adoradors Candomblé posen el seu cadàver a la creu i forcen el seu camí a l'església.

## Repartiment
- Leonardo Villar: Zé do Burro/Donkey Jack
- Glória Menezes: Rosa
- Dionísio Azevedo: Olavo, the sacerdot
- Geraldo Del Rey: Bonitao/'Handsome'
- Roberto Ferreira: Dede

## Premis i nominacions

### Premis
- 1962 Palma d'Or al 15è Festival Internacional de Cinema de Canes

### Nominacions
- 1963 Oscar a la millor pel·lícula de parla no anglesa[1]